# Sentris
Sentris es un videojuego musical donde los jugadores resuelven puzles componiendo bucles musicales. Tras una financiación exitosa en Kickstarter en octubre de 2013, una versión de acceso anticipado del juego fue lanzada para Linux, Microsoft Windows y OS X en agosto de 2014, con un lanzamiento oficial en agosto de 2015. Una versión de PlayStation 4 está planeada para el futuro. Otra versión de Ouya estuvo en desarrollo, hasta que la adquisición de Razer anuló el contrato.

## Jugabilidad
En Sentris, los jugadores dejan caer notas musicales de varios instrumentos en un conjunto de círculos concéntricos, los cuales representan bucles musicales que reproducen la música al jugador. Dentro de estos se encuentran los puzles; los jugadores deben soltar la nota correcta en el objetivo para triunfar. Además de la jugabilidad de puzles, Sentris también ofrece modo espectáculo y modo remix.

## Desarrollo
Sentris fue diseñado y desarrollado por Samantha Kalman, fundadora y directora de Timbre Interactive. Aunque Kalman haya tenido experiencia previa en software como directora de control de calidad en Unity, Sentris fue su primer videojuego comercial. Dada su experiencia, Unity fue una elección lógica para el motor gráfico. Kalman también menciona el bajo costo de Unity como factor importante en su decisión.
Kalman comenzó a trabajar en Sentris tiempo completo en verano de 2013. Ella había intentado el desarrollo en tiempo completo por primera vez en 2011, y aunque ese intento haya fracasado, logró producir Sen, un videojuego musical gratuito con muchos de los conceptos que aparecerían en Sentris. Kalman se inspiró para crear un videojuego musical en el tiempo que tocó en una banda; quiso crear un juego que capturara la alegría de la creación que sentía en las sesiones improvisadas. Kalman colabora en el juego con músicos como Danny Baranowsky, Disasterpeace y Kasson Crooker.
Una presentación bien recibida de un prototipo de Sentris en la Seattle Indies Expo de 2013 incentivó a Kalman a buscar financiamiento en Kickstarter. La campaña de financiación comenzó en octubre de 2013 con una meta de 50.000 dólares, y concluyó en noviembre de 2013 con 56.361 dólares. Aunque la campaña haya sido un éxito, a Kalman le resultó desafiante pasar de desarrollar el juego a comercializarlo. Ella dijo que si tuviera que hacer futuras campañas de Kickstarter, tendría más ayuda y planearía mejor los anuncios durante la campaña.
Una versión alfa de Sentris fue lanzada como un título de acceso anticipado en agosto de 2014. La versión completa fue planeada originalmente para un lanzamiento en 2014, pero fue atrasada al verano de 2015. Las actualizaciones planeadas incluyen una mejor del motor a Unity 5, que permitiría a Kalman acceder a «un [nuevo] mezclador de audio, nuevos efectos de sonido, y un montón de mejoras de audio detrás de escenas».